# ヘルムート・ケーニヒ
ヘルムート・ケーニヒ (Helmut Körnig 、1905年9月12日 - 1972年3月5日)は、ドイツの陸上競技選手。1928年アムステルダムオリンピック、1932年ロサンゼルスオリンピックの銀メダリスト。

## 経歴
ケーニヒは1928年アムステルダムオリンピックに出場。200m走では、カナダのパーシー・ウィリアムズ、イギリスのウォルター・レンジリーに次いで銅メダルを獲得。さらにドイツ代表として、ゲオルク・ラマーズ、リヒャルト・コルツ、フーベルト・ホーベンとともに4×100mリレーに出場。アメリカに次いで銀メダルを獲得。
ケーニヒは、4年後のロサンゼルスオリンピックでも、4×100mリレーに出場。フリードリッヒ・ヘンドリクス、エーリッヒ・ボルフマイヤー、アルトゥール・ヨナートとともに銀メダルを獲得した。